# Bernardino Rivadavia
Bernardino de la Trinidad Gónzalez Rivadavia y Rivadavia (ur. 20 maja 1780 w Buenos Aires, zm. 2 września 1845 w Kadyksie) – argentyński polityk, pierwszy prezydent Argentyny od 8 lutego 1826 do 7 lipca 1827.
W 1806 roku brał udział w wojnie Wicekrólestwa La Platy z Wielką Brytanią. Od 1810 roku wspierał antyhiszpański ruch niepodległościowy, w 1811 roku został sekretarzem i jednym z przywódców junty rewolucyjnej. Organizował milicję, dążył do rozwiązywania hiszpańskich sądów, uwolnienia prasy od cenzury oraz zakończenia handlu niewolnikami. W 1914 roku został wysłanym do Europy, mając za zadanie zapewnienie brytyjskiej pomocy dla Zjednoczonych Prowincji Rio de La Plata.
Podczas pobytu w Europie poznał m.in. Jeremy'ego Benthama, Henri de Saint-Simona oraz Charles’a Fouriera, których prace wywarły znaczny wpływ na jego dalszą działalność. Do Buenos Aires powrócił w 1820 roku. W 1821 został ministrem w rządzie Martína Rodrígueza, gubernatora prowincji Buenos Aires.
W 1826 roku został wybrany prezydentem Zjednoczonych Prowincji. Jako prezydent usiłował wcielić w życie idee, z którymi zapoznał się podczas pobytu w Europie. Zorganizował parlament i sądownictwo, wspierał ustawodawstwo, które gwarantowało prawo własności, a także wolność prasy. Naraził się władzom kościelnym, likwidując dziesięcinę oraz sądy kościelne. Nie wszystkie jego reformy zakończył się sukcesem, reforma rolna zabezpieczała w większym stopniu prawa właścicieli ziemskich, niż chłopów. Promował też działalność kulturalną i edukacyjną, założył Uniwersytet w Buenos Aires, wspierał tworzenie muzeów oraz powiększył bibliotekę narodową.
Trwająca od 1825 roku wojna brazylijsko-argentyńska o terytorium, które potem stało się Urugwajem, a także konflikt z prowincjonalnymi caudillos, którzy nie pozwolili na uchwalenie konstytucji, doprowadziły do rezygnacji Bernardino Rivadavii ze stanowiska prezydenta. Udał się do Europy, ponownie przyjechał do Argentyny w 1834 roku. Został skazany na wygnanie przez przeciwników politycznych. Wyjechał do Brazylii, a następnie do Hiszpanii, gdzie w 1845 roku zmarł. W 1957 roku jego szczątki zostały sprowadzone do Argentyny. W 1880 roku, 20 maja, dzień urodzin Bernardino Rivadavii, został uznany świętem narodowym.